# CA Banfield
Club Atlético Banfield är en argentinsk fotbollsklubb från byn Banfield i provinsen Buenos Aires. Klubben skapades 1896 och namnet kom till efter britten Ewdvard Banfield. Klubbens herrlag spelar i Primera División, den högsta divisionen för fotbollslag i Argentina.

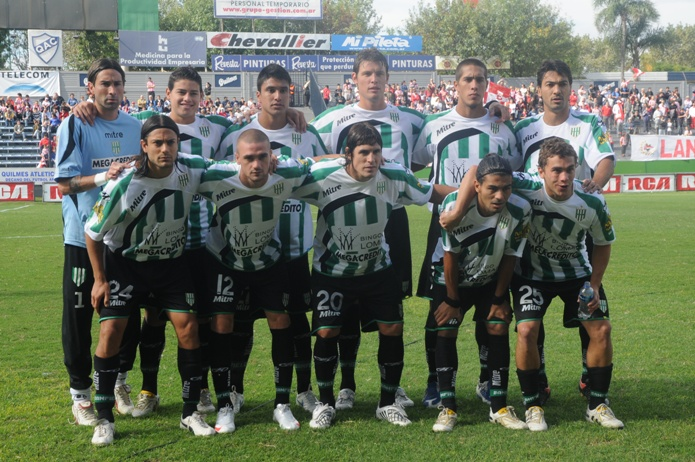
2010